# 인터트 위너 공간
정보망은 루프 양자 중력에서 다루는 불연속적인 힐베르트 공간을 위해 도입된 공간이다.
정보망을 도입할 때 기본 가정은 시공간과 정보의 불연속이다.루프 양자 중력에서는 공간 양자인 노드를 사용해 불연속적인 양자로 상대성이론을 해석하는데 스핀 네트워크가 그 얘다.이런 방식으로 힐베르트 공간을 불연속적으로 나열하는 것이다.